# Martha Niquille
Pour les articles homonymes, voir Niquille.
Martha Niquille, également connue sous le nom de Martha Niquille-Eberle, née le 27 août 1954, est une juriste suisse.
Elle est la première femme élue présidente du Tribunal fédéral, l'autorité judiciaire suprême de la Confédération suisse.

## Biographie

### Famille et formation
Martha Niquille naît Martha Eberle le 27 août 1954. Elle passe son enfance à Muolen dans le canton de Saint-Gall. Elle est originaire de Wittenbach et Häggenschwil, dans le même canton, et de Charmey, dans le canton de Fribourg.
Elle étudie à l'Université de Saint-Gall et y obtient un doctorat en 1982. Elle réussit l'examen d'avocat en 1984.
Elle épouse Christoph Niquille, cadre de l'assurance Helvetia jusqu'en 2019. De ce mariage naissent deux enfants.

### Parcours professionnel et politique
Entre 1979 et 1981, elle est assistante en droit constitutionnel et administratif à l'Université de Saint-Gall. Elle est avocate à Saint-Gall entre 1984 et 1988. De 1987 à 1993, elle est chargée de cours à l'Université de Saint-Gall en droit des obligations et également juge à temps partiel au Tribunal cantonal de Saint-Gall. De 1993 à 2008, elle est juge titulaire au tribunal cantonal de Saint-Gall et en assume la présidence entre 2005 et 2007.
Martha Niquille représente la deuxième génération de femmes juges en Suisse. Dans une contribution de 2007 à un ouvrage consacré à la question d'une différence entre les sexes à la fonction de juge, elle aborde le souhait des femmes juges de pouvoir concilier vie professionnelle et vie familiale, notamment en travaillant à temps partiel. Elle a elle-même obtenu une titularisation exceptionnelle de 80 % lorsque ses enfants étaient à l'école primaire, car à l'époque les juges étaient obligés de travailler à 100 %. Elle déclare dans un entretien en 2020 que, en raison de la situation périphérique de Lausanne (siège du Tribunal fédéral), il n'est guère possible pour une femme ou un homme ayant de jeunes enfants de devenir juge fédéral si la profession exercée par le partenaire empêche tout déménagement.
Elle est membre du parti politique Le Centre et du comité des Femmes PDC du canton de Saint-Gall pendant plusieurs années jusqu'en 2008. Elle est candidate en octobre 2007 à l'investiture de son parti pour les élections au Conseil d'État du canton de Saint-Gall. Soutenue par sa section régionale (Saint-Gall-Gossau), elle se voit cependant préférer trois autres personnes par l'assemblée des délégués le 15 novembre,.
À partir de 2008, elle est juge à la Cour suprême fédérale de Suisse. Elle y siège à la première Cour de droit social à Lucerne jusqu'en 2013, puis à partir de cette date à la première Cour de droit civil à Lausanne. Elle est élue vice-présidente du Tribunal fédéral, qui agit comme Cour suprême fédérale de Suisse, en 2017.
Le 12 décembre 2020, elle est élue à la présidence du Tribunal fédéral par l'Assemblée fédérale siégeant en Chambres réunies par 173 voix sur 174 bulletins valables et 53 bulletins blancs. Elle est la première femme à ce poste après 97 présidents masculins,. Son élection à la tête de la plus haute juridiction suisse — un peu entachée par un rapport critiqué de début 2020 de la Commission administrative du Tribunal fédéral (dont elle était membre) relatif à une enquête administrative au Tribunal pénal fédéral sur des accusations de harcèlement et de sexisme, rapport qui a conduit à une enquête pénale et un rapport de la Commission de gestion, — intervient environ un demi-siècle après l'élection de la première femme juge fédérale, Margrith Bigler-Eggenberger, en 1974.
Elle quitte ses fonctions à la fin de l'année 2022, ayant atteint la limite d'âge de 68 ans,. Elle est remplacée par Yves Donzallaz.

## Distinctions
Le 26 mai 2018, elle reçoit le titre de sénatrice honoraire de l'Université de Saint-Gall en « reconnaissance de son engagement envers la faculté de droit en tant qu'ancienne élève, ancienne assistante et chargée de cours, et en tant que membre du comité consultatif de la faculté de droit ».

## Publications
- 2006 : Lohngleichheit in der Praxis – insbesondere zur Bedeutung unterschiedlicher Marktverhältnisse, article sur l'égalité salariale entre les hommes et les femmes paru dans la Revue de la société des juristes bernois[21]
- 2013 : Das Bundesgericht verwaltet sich selbst, article sur l'autonomie administrative du Tribunal fédéral paru dans la revue Pratique Juridique Actuelle [lire en ligne]

## Pour approfondir